# SOS-doboz
Az SOS-doboz (angolul: SOS Box, magyar szakirodalomban gyakran SOS régió néven említett) a különböző gének promoterében található homológ, 20 nukleotid hosszú régió, amelyhez a LexA represszor kötődik, (tehát LexA által represszálható) hogy elnyomja az SOS válasz által indukált fehérjék transzkripcióját. Ez DNS-károsodás hiányában következik be. DNS-károsodás jelenlétében a LexA kötését inaktiválja a RecA aktivátor. Az SOS-dobozok különböznek a DNS-szekvenciák és a LexA iránti kötődés affinitása között organizmusonként (szervezetenként). Ezenkívül az SOS-dobozok kettős módon lehetnek jelen, ami azt jelzi, hogy egynél több SOS-doboz is lehet ugyanazon promoteren belül.

## Példák
| Filogenetikai klád                     | Szekvencia                | Hivatkozás   |
| -------------------------------------- | ------------------------- | ------------ |
| Alfa proteobaktérium                   | GAAC(N)7GAAC GTTC(N)7GTTC | [ 5 ] [ 6 ]  |
| Betaproteobacteria Gammaproteobacteria | CTGT(N)8ACAG              | [ 7 ]        |
| Deltaproteobacteria                    | CTRHAMRYBYGTTCAGS         | [ 8 ]        |
| Gram-positive Bacteria                 | CGAACRNRYGTTYC            | [ 9 ] [ 10 ] |
| Cyanobacteria                          | RGTAC(N)3DGTWCB           | [ 11 ]       |

A nem GATC nukleotid betűk magyarázatát lásd a nukleinsav-nómenklatúrában.

## Fordítás
Ez a szócikk részben vagy egészben  a   SOS box című angol Wikipédia-szócikk ezen változatának fordításán alapul.  Az eredeti cikk szerkesztőit annak laptörténete sorolja fel. Ez a jelzés csupán a megfogalmazás eredetét és a szerzői jogokat jelzi, nem szolgál a cikkben szereplő információk forrásmegjelöléseként.